# Władimir Chodyriew
Władimir Jakowlewicz Chodyriew (ros. Влади́мир Я́ковлевич Хо́дырев, ur. 19 maja 1930 w Stalingradzie (obecnie Wołgograd, zm. 28 lipca 2024)) – radziecki polityk.
Ukończył Wyższą Morską Szkołę Techniczną, został kandydatem nauk technicznych, od 1954 był członkiem KPZR, w latach 1955–1974 pracował w przedsiębiorstwach floty morskiej. Od 1974 funkcjonariusz partyjny, 1982 II sekretarz Komitetu Miejskiego KPZR w Leningradzie (Petersburgu), od 21 czerwca 1983 do 13 czerwca 1990 przewodniczący Komitetu Wykonawczego Leningradzkiej Rady Miejskiej, następnie prezydent Stowarzyszenia Naukowo-Przemysłowego "Tetrapolis", przewodniczący rady dyrektorów Banku "Tetrapolis". W latach 1986–1990 członek KC KPZR. Deputowany do Rady Najwyższej ZSRR 11 kadencji.

## Odznaczenia
- Order Rewolucji Październikowej
- Order Czerwonego Sztandaru Pracy
- Order Przyjaźni Narodów
- Order „Znak Honoru”
- Order Świętego Sergiusza Radoneżskiego III klasy